# Poljarnyj
Poljarnyj (in russo  Полярный?) è una città della Russia europea settentrionale, situata lungo le coste occidentali della baia di Kola, compresa amministrativamente nell'oblast' di Murmansk. È una città chiusa (ZATO) e fa parte del distretto urbano chiuso di Aleksandrovsk assieme alle città di Gadžievo e Snežnogorsk.
Poljarnyj è una cittadina portuale, ed è una base molto importante della Flotta del Nord.

## Storia
Fondata nel 1896 con il nome di Aleksandrovsk (in russo Александровск?, in onore dello zar Alessandro III), è uno dei più antichi insediamenti della penisola di Kola; ottenne lo status di città nel 1899, mentre il nome attuale risale al 1939.

## Società

### Evoluzione demografica
Fonte: mojgorod.ru
| 1959   | 1970   | 1979   | 1989   | 1992   | 2002   | 2007   | 2020   |
| ------ | ------ | ------ | ------ | ------ | ------ | ------ | ------ |
| 10 100 | 15 300 | 20 000 | 27 635 | 28 300 | 18 552 | 16 800 | 12 293 |